# Kas Oosterhuis
Kas Oosterweis (Amersfoort, 1951. július 4. –) holland építészmérnök, professzor, az ONL innovációs stúdió társalapítója feleségével, Lénárd Ilona képzőművésszel. 2000 és 2016 között a Delfti Műszaki Egyetem (TU Delft) professzora volt, 2017 óta pedig a Katari Egyetem professzora. Irodája, az ONL számos innovatív, kortárs építészeti projektet valósított meg, beleértve a Neeltje Jans-i Sósvíz Pavilont, a 2002-es Haarlemmermeeri Világkiállítás North Holland Webjét, az A2 pilótafülkét a Leidsche Rijn-i Sounder Barrierben, Utrechtben, a Liwa torony Abu-Dzabiban és a budapesti Bálna rendezvényközpontot.

## Élete
Cas Oosterweis 1951. július 4-én született Amersfoortban. 1970 és 1979 között építészetet tanult a Delfti Műszaki Egyetemen. Utolsó stúdióprojektje, a Strook Door Nederland Rem Koolhaas mentorálásával egy olyan radikális városi tervre tett javaslatot, amely minden jövőbeli építési tevékenységet a nagy 5 km széles és 200 km hosszú sávra vonatkozik, így Hollandia többi része dzsungellé fejlődött. Első megbízása egy 1:20 méretarányú villa tervezése volt LEGO kockákkal. 1991-ben fejezte be első lakásprojektjét, a Patiowoningent, a Dedemsvaartwegben, és az OMA várostervezési tervét. Kas Oosterhuis gyakorlatuk kezdete óta szorosan együttműködött élet- és üzlettársával, Lénárd Ilonával, művészi és építészeti DNS-szálaik rendszeresen összefonódtak közös projektekben. 2000-ben Kas Oosterhuis 0,4 fte professzori állást fogadott el a TU Delft Építésztudományi Karán. Nemzetközileg is ismertté vált az építészet radikális digitális megközelítésével, a legkorábbi tervezési szakaszoktól kezdve egészen az épületelemek számítógépes numerikus vezérlésű előállításáig, amely folyamatra a Sounder Barrierben található A2 pilótafülke kiváló példa. Két fontos nemzetközi versenyt nyert meg, majd épített fel: a Bálna Budapestet és Abu-Dzabiban a LIWA tornyot. 1990 óta több száz előadást tartott világszerte egyetemeken és konferenciákon. 2017 szeptemberétől professzori állást fogadott el a dohai Katari Egyetemen.
1988–89-ben Lénárd Ilonával egy évig a Van Doesburg műteremházban élt és dolgozott a Párizs melletti Meudonban. Abban az évben úgy döntöttek, hogy művészeti és építészeti munkájukat egy közös gyakorlatban egyesítik „A művészet és az építészet fúziója digitális platformon” mottó alatt. Együttműködésük korai éveiben megszervezték az Artificial Intuition rendezvényeket (1990, Architekturforum Aedes, Berlin), A szintetikus dimenzió (1991, Amersfoort), Sculpture City (1994, Ram Gallery Rotterdam), és 20 nyilvános művészeti és építészeti projektet valósított meg: a ParaSITE felfújható webtársalgó (1996, Rotterdami Fesztiválok), a Musicsculpture in Oldemarkt (1998), a TT Monument Assenben (2002), Patio Housing The Hague (1991, Dedemsvaartweg) és De Kassen (1991, Kattenbroek, házprojektek), ahol Lénárd Ilona színes káprázatos festményeket alkototttt a teljes homlokzaton, a Dancing Facades (1992) házprojektet a groningeni De Hunze-ban, a Waterpaviliont (1997) a Neeltje Jans-ban, a komplex Hydra szerkezettel a homlokzaton. egy intuitív 3D számítógépes vázlatot, majd az amszterdami Fside (2007) házprojektet. A Magyarországon született és tanult Lénárd Ilona szintén hozzájárult az ONL Hungary budapesti irodájának (2007–2017) felállításához az eredeti nevén CET Budapest Bálna megvalósításában és számos versenyprojektben, többek között a belvárosban, a Csarnokverseny Budapesten (2008, harmadik díj).

## Munkamódszere
Kas Oosterhuis célja, hogy „belülről változtassa meg az építőipart” digitális tervezésével s gyártási megközelítéssel, amelyet a Waterpavilion (1997, Neeltje Jans) tervezésével fejlesztettek ki. Csapata az acélgyártóval karöltve kitalálták a „direkt fájlból a gyárba” eljárást, amely csak azokat az adatokat állítja elő, amelyekre az acélgyártó CNC gépeinek szükségük van az építőelemek nyersanyagból történő előállításához. Az adatcseréhez Autolisp rutinokat használnak. A Web of North-Holland (2002) esetében az ONL számos programot használt, beleértve a kézzel készített modell 3D-s digitalizálását, a Mayát a digitális 3D-s modellhez és a komplex geometria felépítéséhez, valamint az Autolisp-rutinokat a vágáshoz szükséges adatok kinyerésére. az acéllemezekhez. Az A2 Cockpit a Sound Barrierben a lépést teljesen leírták, amellyel felváltotta a 3D modellezést mint a számítógépes programozás vezető tervezőeszközét. Mielőtt a parametrikus tervezés kifejezés népszerűvé vált volna a 2010-es évtizedben, amelyet többek között Patrik Schumacher a ZHA-tól terjesztett, az ONL a parametrikus tervezést gyakorolta a Waterpavilion tervezésétől a gyártási eljárásig még 1997-től. A digitális tervezés egyik előnye a gyártási eljárások számára, hogy megfizethető komplexitást tesz lehetővé, míg az alkotóelemek egyedi méretekkel és formákkal rendelkeznek. A gyártási módszerekre való tervezés megkönnyíti az épületelemek tömeges testreszabását, a sorozatgyártást.

## Tudományos tevékenysége
2000-ben 0,4 fte professzori állást fogadott el (gyakorlati professzor) a TU Delft Építésztudományi Karán. A Digitális Építészet tanszékét Hyperbody névre keresztelte, amely a nem szabványos és az interaktív építészetre szakosodott. 2017-ig a Hyperbody egy tervezési mesterkurzust vezetett, amely gyakorlati tervezési programozási ismereteket biztosított a hallgatóknak. A Hyperbody 2002 és 2015 között egy tucat PhD-jelöltet fogadott el, köztük dr. Henriette Biert és dr. Nimish Biloriát, akik 2007-ben csatlakoztak a Hyperbodyhoz adjunktusként. A Hyperbody-öregdiákok megtalálták az utat olyan nemzetközileg elismert irodákba, mint a Foster and Partners, a Zaha Hadid Architects és a Heatherwick Studio, illetve nemzeti szinten az UN Studio irodáiba, (Cepezed) és ONL, vagy saját praxist alapítottak.

## Kötetei
Kas Oosterhuis 16 könyvet írt és/vagy szerkesztett, amelyek bemutatják a digitális építészetről alkotott látomásos nézetét, a legismertebb könyvek a Programable Architecture (2000, L'Arcaedizioni), az Architecture Goes Wild (2001, 010 Publishers), a Hyperbodies, to an Emotive Architecture (2003, Birkhäuser), ONLogic, Speed and Vision (2008, Images Publishing) és Towards a New Kind of Building (2011, Nai Publishers), tervezői útmutató a nem szabványos építészethez. Oosterhuis a Next Generation Building tudományos folyóirat főszerkesztője (alapítva 2001, Baltzer Publishers, TU Delft), és Game Set és Match konferenciák sorozatát szervezte a TU Delften (GSM I 2002, GSM II 2006, GSM III 2016-ban). Ő volt a Game Set és Match könyvek főszerkesztője, szerkesztette a Hyperbody, First Decade of Interactive Architecture (2012, Jap Sam Books) című könyvet, és az Interactive Architecture iA#1, iA#2, iA#3 könyvsorozatot., iA#4 és iA#5 (2006-2012, Jap Sam Books).

## Szakmai gyakorlata
- 2005 ONL-NUT közös iroda, Nandzsingi Műszaki Egyetem, Kína
- 2003 iroda neve ONL [Oosterhuis_Lénárd] BV-re változott
- 2000-től a Delfti Műszaki Egyetem professzora
- 1989-ben megalapítja a Kas Oosterhuis Architektent
- 1988/1989 élet/munka a párizsi Theo van Doesburg stúdióban Lénárd Ilonáva
- 1987/1989 Unit Master AA London
- 1970/1979 TU Delft építészet

## Tervezései
- 2007 CET Budapest, Magyarország 
  - Landmark, Kaiserslautern, Németország
  - Capital Center, Abu-Dzabi, Egyesült Arab Emírségek
  - Dubai Sports City, Dubaj, Egyesült Arab Emírségek
  - Drents Múzeum, Assen, Hollandia
  - F oldal, 56 ház, Bijlmermeer, Amszterdam
  - BMW Ekris fényszórók
- 2006 iWeb TU Delft
  - Digital Pavilion, Szöul, Dél-Korea
  - Akusztikus Barrier
- 2005 Hessing Cockpit
  - Masterplan Automotive Complex
- 2003-as NSA Muscle projekt
- 2002 Web of North-Holland Floriade
  - TT-emlékmű
- 2000 8-bites ház
- 1998 Zoetermeer család
  - TGV Ház
- 1997 Neeltje Jans Zeeland sósvízi pavilon
  - Zenei szobor
- 1995 Táncoló homlokzatok
  - Elhorst / Vloedbelt szemétszállítás
- 1994 Daken Housing
  - Dijken Ház
- 1993 De Kassen Kattenbroek
- 1991 Drive-in Patio Housing, Hága
  - Villa Hutten
- 1987 BRN Catering

## Kiállításai
- 2006 City Scape 2006, Dubaji Nemzetközi Kiállítási Központ
  - Holland pavilon, a Big 5, Dubaji Nemzetközi Kiállítási Központ
  - ONL Építészek egyéni kiállítása a Suzhou Creek Warehouse-ban, Sanghaj
  - A 4. Sanghaji Nemzetközi Városi Kert- és Tájtervezési Kiállítás
  - vázlat bemutatása a Londoni Építészeti Biennálén, az „A sketch for London” kiállításon
  - DIAF Fesztivál, Peking
  - kiállítási évkönyv Építészet Hollandiában 2005/2006, Zutphen
- 2005 ONL-NUT építészeti tervezés, Nandzsing, Kína
  - „Avenir de Ville”, Nancy, Franciaország
  - mobilon, Rijkswaterstaat, Utrecht
  - Tradecom Dubai
- 2004 Archilab
  - algoritmikus forradalom, Karlsruhe
  - digitális gyártók kiállítása, London
  - Velencei biennálé, 9. Nemzetközi Építészeti Kiállítás
- 2003 Nem szabványos építészet, Pompidou központ, Párizs
  - abc Haarlem
  - Leblac, Brüsszel
  - biennálé, Valencia (Spanyolország)
  - Paraziták paradicsoma, Utrecht
- 2002 Architekturmuseum, München
- 2001 Blobmeister DAM, Frankfurt am Main
  - Archilab III
- 2000 Velencei biennálé (Lénárd Ilonával)
- 1999 Archilab I frac center, Orléans
- 1998 Intelligens anyagok AA London
  - Transarchitectures03 NAi, Rotterdam
- 1985 építészet, párizsi LEGO Pompidou központ

## Díjai
- 2007-es holland formatervezési díj [Cockpit in Acoustic Barrier]
  - National Steel Prize [Cockpit in Acoustic Barrier]
  - Mies van der Rohe díj jelölés [Cockpit in Acoustic Barrier]
- 2006 Funda-díj [Hessing Cockpit in Acoustic Barrier]
- 2005 Proholz-díj, Ausztria [Schmetterling Wingman]
- 2002-es Európai Alumínium Díj jelölés [TT Monument and Web of North-Holland]
- 1999-es Mies van der Rohe díj jelölése [Sósvízi pavilon]
  - National Steelprize jelölés [Saltwaterpavilion]
- 1998 Business Week / Architectural Record Award [Garbagetransferstation Elhorst/Vloedbelt]
  - Zeeuwse Architectuurprijs [Sósvízi pavilon]
- 1996 OCÉBNA-díj az ipari építészetért [Garbagetransferstation Elhorst/Vloedbelt]
  - National Steelprize kitüntető elismerés [Garbagetransferstation Elhorst/Vloedbelt]

## Fordítás
- Ez a szócikk részben vagy egészben  a   Kas Oosterhuis című angol Wikipédia-szócikk ezen változatának fordításán alapul.  Az eredeti cikk szerkesztőit annak laptörténete sorolja fel. Ez a jelzés csupán a megfogalmazás eredetét és a szerzői jogokat jelzi, nem szolgál a cikkben szereplő információk forrásmegjelöléseként.